# Friðrik Ólafsson
Friðrik Ólafsson (Reykjavík, 26 januari 1935 – aldaar, 4 april 2025) was een IJslands schaker. Hij was grootmeester. Van beroep was hij jurist. Van 1974 tot 1984 was hij fulltime schaker, daarna was hij tot 2005 ambtelijk directeur van de Alþingi, het parlement van IJsland.  

## Schaakcarrière
Friðrik Ólafsson had zijn top in de jaren 1955 tot 1960. In 1956 speelde hij een tweekamp tegen Bent Larsen om het kampioenschap van Scandinavië en in 1958 kwalificeerde hij zich voor het kandidatentoernooi. In 1959 en in 1976 won hij het Hoogovenschaaktoernooi in Beverwijk. In 1978 volgde hij Max Euwe op als voorzitter van de FIDE. Daarna schaakte hij niet zoveel meer, maar in 2003 won hij een rapidschaaktoernooi van Bent Larsen.
Friðrik overleed op 4 april 2025 op 90-jarige leeftijd.